# Jörg-Wolfgang Jahn
Jörg-Wolfgang Jahn (* 1936 in Saalfeld/Saale) ist ein deutscher Violinist und Musikpädagoge.

## Leben und Wirken
Jahn belegte ein Violinstudium in Köln bei Max Rostal. Außerdem nahm er Kammermusikunterricht bei Maurits Frank, Günter Kehr, János Starker und den Mitgliedern des Quartetto Italiano. Er beteiligte sich an der Bundesauswahl Konzerte Junger Künstler. 1963 bekam er einen Ersten Preis beim Felix Mendelssohn Bartholdy-Preis (Klaviertrio).
Seit 1968 war Jahn Dozent und von 1972 bis 2001 Professor für Violine und Kammermusik an der Hochschule für Musik Karlsruhe und dort verantwortlich für die Kammermusik und für das Kammerorchester der Hochschule. Er gab Meisterkurse in Europa, China, Japan und Südamerika sowie Kammermusik-Kurse im In- und Ausland. Zu seinen Schülern zählen u. a. Isabel Charisius, Cordelia Palm, Anton Steck, Xaver Paul Thoma,  Tianwa Yang und im Bereich Kammermusik u. a. das Fauré Quartett und das Mandelring Quartett.
Seine künstlerische Tätigkeit besteht aus Konzertmeistertätigkeit in Kammer- und Sinfonieorchestern. Er ist Mitglied des 1968 gegründeten Bartholdy-Quartetts (seit 1968). Jahn wirkte mit an Fernseh-, Film-, Rundfunk- und  Schallplattenaufnahmen, darunter die Gesamtaufnahme der Streichquartette von Felix Mendelssohn Bartholdy.

## Auszeichnungen
- Grand Prix du Disque und
- Deutscher Schallplattenpreis für die Gesamteinspielung (1973) der Streichquartette von Felix Mendelssohn Bartholdy